# François-Xavier Gautrelet
François-Xavier Gautrelet (15 de fevereiro de 1807, Sampigny, Saône-et-Loire -  4 de julho de 1886, Montbrison, Loire, França), foi um padre jesuíta francês e autor popular de obras espirituais.

## Biografia
Em 1844, ele fundou um movimento de oração católico, o Apostolado da Oração.

## Teses
Em seu livro A Franco-Maçonaria e a Revolução, ele sublinhou a influência da Maçonaria durante a Revolução Francesa, particularmente em sua oposição à religião católica.

## Publicações em francês
- l'Apostolat de la prière, Lyon, 1846.
- Traité de l'état religieux (2 vol.), Lyon, 1847.
- Méthode pour assister les malades et les disposer à mort, Lyon, 1847.
- Nouveau mois du Sacré-Cœur de Jésus, Paris, 1850.
- La divinité de l'Église catholique, Clermont-Ferrand, 1854.
- La Franc-maçonnerie et la Révolution, Lyon, Briday, 1872.
- Le salut de la France par le Sacré-Cœur, 1873.
- Le Prêtre et l'Autel, 1874.